# Propășirea Imperiului Otoman
Propășirea Imperiului Otoman (1413 – 29 mai 1453) se referă la perioada cuprinsă între sfârșitul interregnului otoman și sfârșitul Imperiului Bizantin, marcată de cucerirea de către turci a Constatntinopolului pe 29 mai 1453.
Această perioadă a fost urmată ce cea a creșterii Imperiului Otoman  (29 mai 1453 –  11/12 septembrie 1683), o perioadă pe care unii istorici o numesc Pax Ottomana, una a unei relative stabilități sociale și economice în toate provinciile cucerite de turci.

## Mahomed I și Balcanii
Vedeți și:  Mahomed I Celebi 

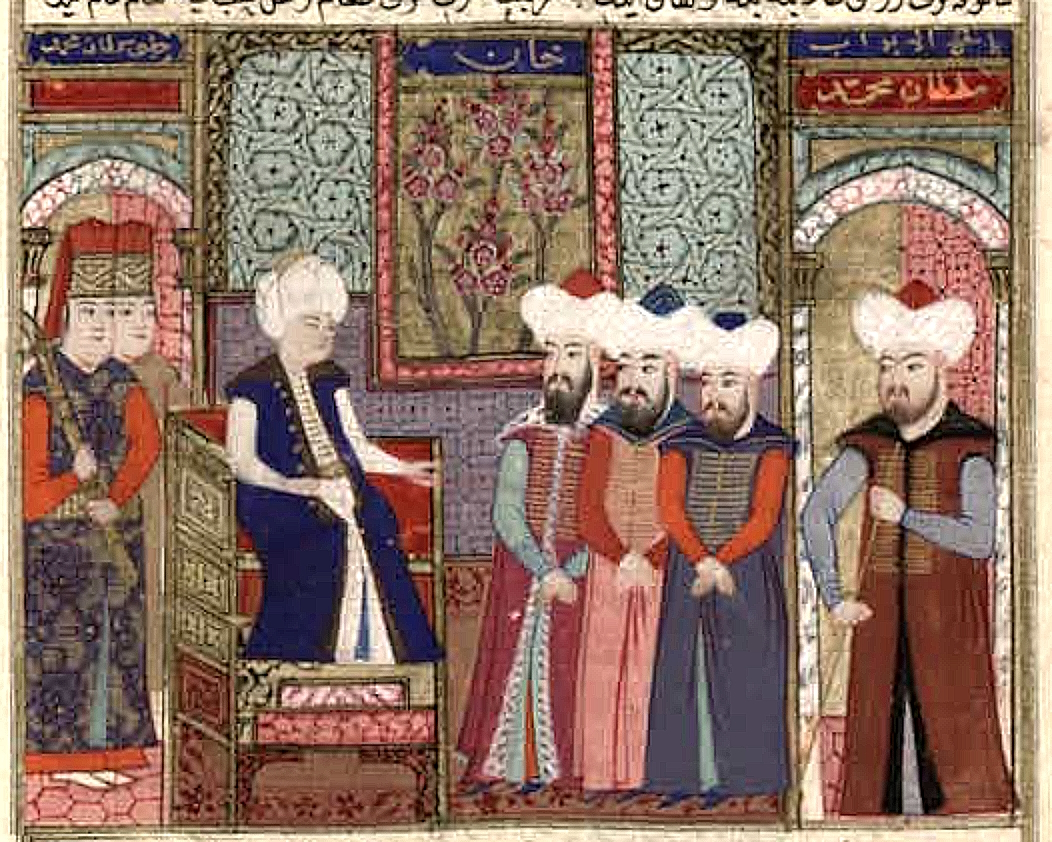

După ce Mahomed Celebi a ieșit victorios în 1413 în războiul civil cu frații săi, el s-a încoronat la Edirne (Adrianople) cu numele de Mahomed I. El și-a asumat sarcina restaurării fostei glorii a imperiului. Imperiul Otoman suferise foarte mult în timpul interregnului. Mongolii continuau să se dovedească foarte puternici în răsărit, chiar și după moartea lui Timur Lenk din 1405. Regatele creștine din Balcani se bucurau de independență și nu mai depindeau de otomani. Teritoriul otoman fusese devastat în timpul războiului, situația cea mai grea fiind în Anatolia.
Mahomed a mutat capitala de la Bursa la Adrianople. El a trebuit să facă față unei situații politice foarte delicate în Balcani. Vasalii sârbi, bulgari, valahi și bizantini erau practic independenți. Triburile albaneze erau în plin proces de unificare într-un singur stat, iar Bosnia și Moldova erau complet independente. Ungaria continua să aibă mari ambiții în Balcani, iar Republica Veneția deținea numeroase posesiuni pe țarmul Adriaticii. Până la moartea lui Baiazid I, controlul otoman asupra Balcanilor părea o certitudine, dar stăpânirea turcilor în regiune era pusă la îndoială în 1413.
Mahomed s-a bazat în principal pe diplomație și mai puțin pe forța militară pentru rezolvarea problemelor momentului. Deși el a condus raiduri militare în regiunile învecinate, prin intermediul cărora Albania a trecut aproape în totalitate sub control otoman, iar banul Tvrtko al II-lea Kotromanici (1404–1409, 1421–1445) împreună cu nobilii locali bonsniaci au fost obligați să accepte să devină vasalii otomanilor, Mahomed nu a declanșat decât un singur război cu puterile europene – un conflict fără urmări teritoriale cu Veneția.
Noul sultan a fost obligat să rezolve în principal problemele interne. Politica fratelui său, fostul sultan al Rumeliei, Musa Çelebi, sădise semințele revoltei în rândul claselor sărace balcanice. În 1416 a izbuncnit o revoltă populară a musulmanilor și creștinior din Dobrogea conduși de fostul confident al lui Musa, misticul și învățatul Șeyh Bedreddin. Rebeliunea s-a bucurat de sprijinul voievodului muntean Mircea cel Bătrân. Bedreddin predica unirea marilor religii ale vremii – islamul, creștinismul și iudaismul – într-o singură mare credință, îmbunătățirea situației sociale a țăranilor liberi și nomazilor pe seama birocrației otomane și a claselor înstărite.  Mahomed a zdrobit revolta, iar liderul acesteia a pierit în timpul luptelor. Mircea a ocupat pentru o scurtă perioadă de timp, dar otomanii au recucerit regiunea în 1419. Mai mult, trupele lui Mahomed au cucerit și portul și cetatea Giurgiu. Valahia a fost obligată să accepte starea de vasalitate față de Imperiul Otoman.
Mahomed și-a petrecut cea mai mare parte a domniei reorganizând structurile statului, care fuseseră distruse în timpul interregnului. La moartea sa, pe tronul otoman s-a urcat unul dintre fii săi, Murad al II-lea.

## Murad al II-lea și rebeliunile
Vedeți și: Murad al II-lea

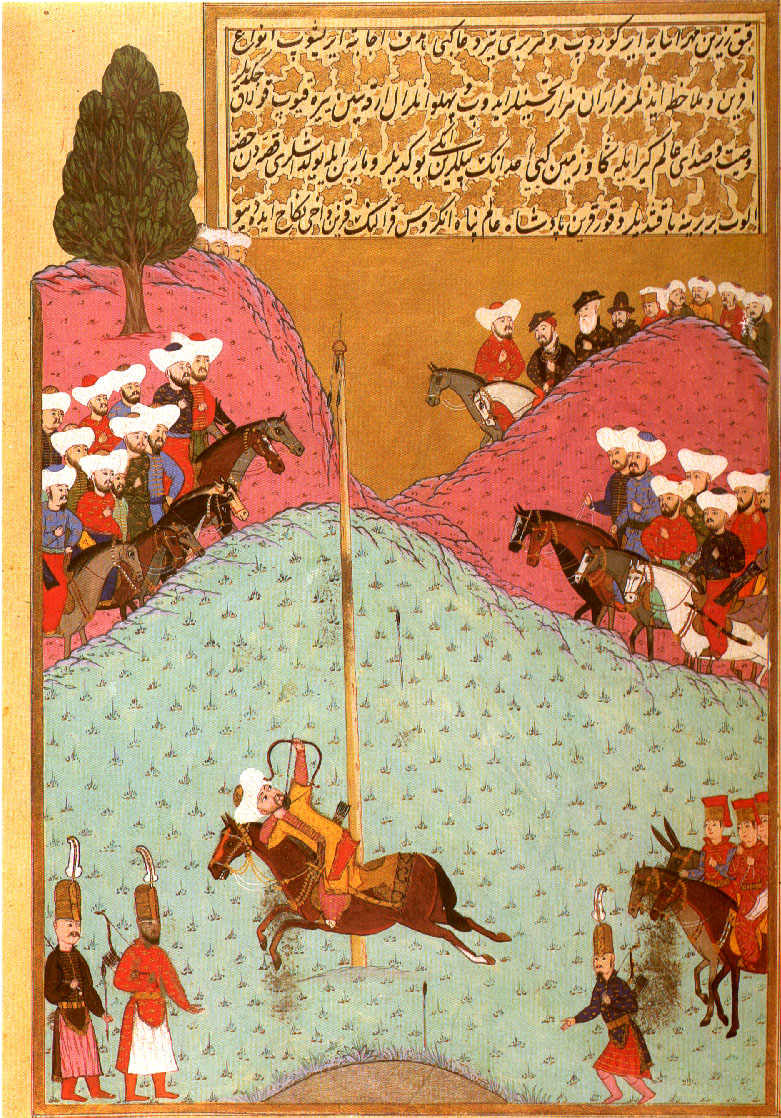

Murad a fost obligat să-și petreacă primii ani de domnie luptând împotriva pretendenților la tron și pentru înăbușirea rebeliunilor, cea mai importantă fiind cea a sârbilor.

### Constantinopol, 1423
Vedeți și:  Asediul Constantinopolului (dezambiguizare) 
Murad a făcut o scurtă vizită la Constantinopol în 1423, a asediat orașul câteva luni mai târziu și i-a forțat pe bizantini să plătească un tribut mai mare. În timpul asediului, controlul împăratului bizantin asupra orașelor-state grecești a fost puternic diminuat.
În 1423, Murad a declanșat primul război dintr-o mai lungă serie de conflicte cu Republica Veneția.

### Salonic, 1430
Vedeți și: Asediul Salonicului (1422–1430)
Ca urmare a unei cereri venite din partea locuitorilor Salonicului, trupele venețiene au preluat controlul asupra orașului. Armata otomană a asediat orașul fără să aibă informații despre transferul autoritate care tocmai avusese loc. Mai mulți soldați venețieni au fost uciși în timpul luptelor, în ciuda relațiilor bune care existau în acel moment între otomani și venețieni. Republica Veneția a considerat că acest conflict este un motiv de război și declanșat conflictul cu Imperiului Otoman.
Murad a acționat rapid, asediind Constantinopolul și trimițând armatele și la Saolonic. Venețienii au primit întăriri pe mare, dar când otomanii au luat orașul cu asalt, militarii creștini au fugit în grabă cu corăbiile. După ce otomanii au început însă să jefuiască orașul, flotat venețiană a început să bombardeze Salonicul de pe mare. Încercarea de retragere a soldaților otomani a fost oprită de venețieni. După ce venețienii au primit întăriri, ei au reușit să cucerească orașul. Bătălia pentru Salonic a fost decisă de intervenția lui Murad, care a reușit să înfrângă o alianță a venețienilor, sârbilor și ungurilor. Papa Martin al V-lea a încurajat și alte statele creștine să trimită trupe în Balcani, dar doar Austria a mobilizat în acest scop un corp de oaste.
Războaiele din regiune au continuat cu atacul otomanilor împotriva Țării Românești, asupra cărei turcii își pierduseră înfluența în timpul domniei lui Mircea cel Bătrân și a interregnului. Valahia devenise între timp vasal al Regatului Ungariei. Odată ce armata otomană a invadat Valahia, sârbii au început să atace Bulgaria și, concomitent, emiratul anatolian Karamanid a atacat din est Imperiul Otoman. Murad s-a văzut obligat să-și împartă forțele. Principala forță a trebuti să apere Sofia, iar restul a fost trimisă în Anatolia. Corpul de oaste turcă din Țara Românească a fost zdrobit de unguri și valahi, care după această victorie s-au îndreptat spre Bulgaria, unde sârbii și otomanii se înfruntau deja. Sârbii au fost înfrânți și s-au retras în grabă. Ungurii s-au retras în Valahia când și-au dat seama că nu au puterea să în lovească pe turci pe la spate. Murad a fortificat granițele cu Serbia și Ungaria, dar a renunțat să mai ocupe Valahia. În schimb, el și-a trimis forțele în Anatolia, unde i-a înfrânt pe karamanizi în 1428.
În 1430, o mare forță otomană a atacat prin surprindere Salonicul. Venețienii au semnat un tratat de pace cu turcii în 1432. Otomanii căpătau controlul asupra Salonicul și a teritoriului înconjurător. Războiul dintre sârbi și unguri, pe de-o parte, și otomani, pe de alta, a lâncezit până în 1441. Atunci, sârbilor și ungurilor li s-au alăturat Sfântul Imperiu Roman, Regatul Poloniei, Albania, emiratele Isfendiyarid și Karamanid (care au violat tratatele de pace) și au atacat Imperiul Otoman. 
Orașele Niš și Sofia au fost cucerite de creștini în 1443. După doar un an, imperiul a suferit o înfrângere de proporții în bătălia de la Jalowaz. Pe 12 iulie 1444, Murat a fost obligat să accepte în mod oficial dominația ungară în Valahia și cedarea provinciei Varna către aceiași maghiari, cedarea vulgariei apusene (inclusiv a Sofiei) în favoarea Serbiei. În plus, Murat a fost obligat să abdice în favoarea fiului său minor, Mahomed al II-lea. În toamna aceluiași an, creștinii au violat tratatul de pace și au repornit războiul.

### Varna, 1444
Vedeți și: Bătălia de la Varna 

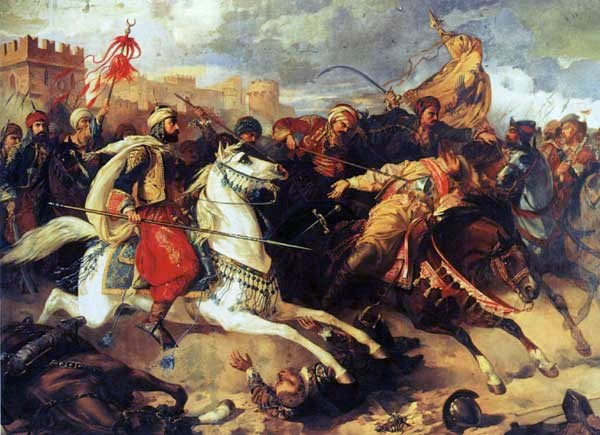

Pe 11 noiembrie 1444, Murat a reușit să înfrângă oștile creștine – polono maghiare comandate de Valdislav al III-lea și de Iancu de Hunedoara – în bătălia de la Varna.
Murad a fost reurcat pe tron cu ajutorul ienicerilor în 1446. Un nou tratat de pace a fost semnat în 1448, imperiul recâștigând controlul asupra Bulgariei și Valahiei și a unei părția a Albaniei. După ce, în sfârșit, situația din Balcani a fost stabilizată, Murad și-a îndreptat atenția împotriva fiului lui Timur Lenk, Shah Rokh, și a emiratelor ostile din Anatolia.

### Kosovo, 1448
Vedeți și: Bătălia de la Kosovo Polje (1448)

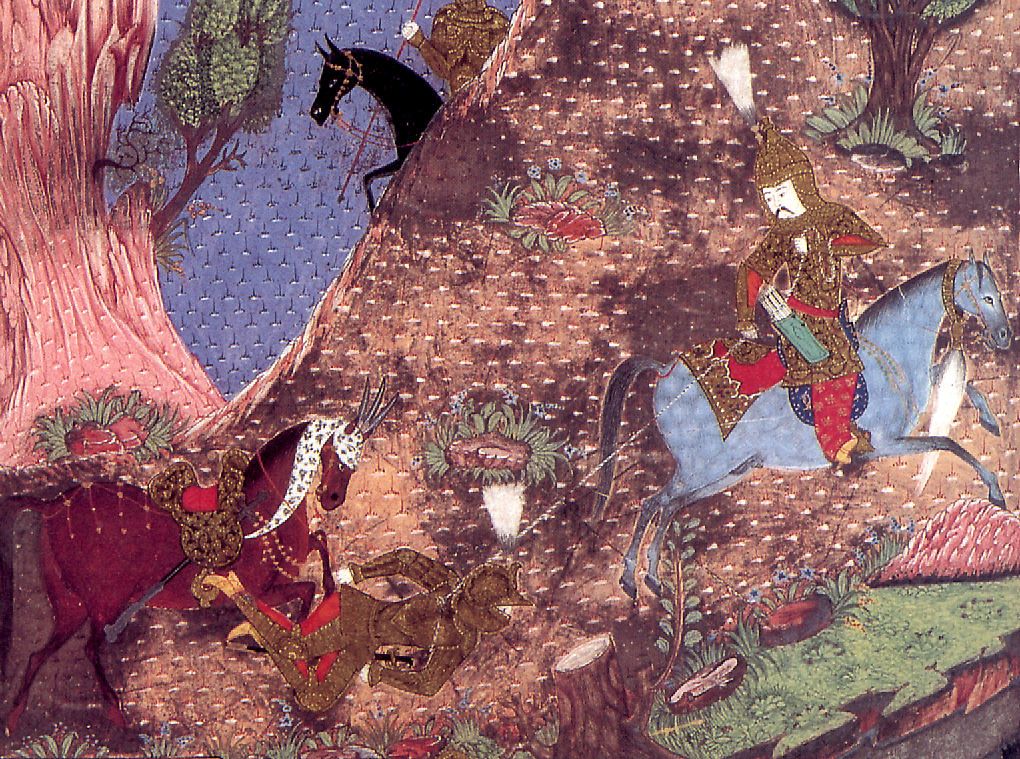

Iancu de Hunedoara a socotit că în 1448 sosise momentul potrivit pentru declanșarea unui atac împotriva Imperiului Otoman. După înfrângerea de la Varna (1444), el a recrutat o nouă armată ca sa lupte cu turcii. El și-a bazat strategia pe o presupusă revoltă a popoarelor balcanice și pe atacul surpriză. El a presupus de asemenea că va fi capabil să distrugă principalele forțe otomane într-o singură bătălie. Iancu a acționat foarte riscan, fără să își asigure spatele oștilor.
Murad a murit în iarna 1450-1451 la Edirne. Decesul a putut fi grăbit de rănile căpătate în luptele cu albanezii lui Skanderbeg.
Mulți s-au îndoit că tânărul Mahomed al II-lea mai putea să ocupe (din nou) tronul otoman, după moartea lui Murad.

## Mahomed al II-lea

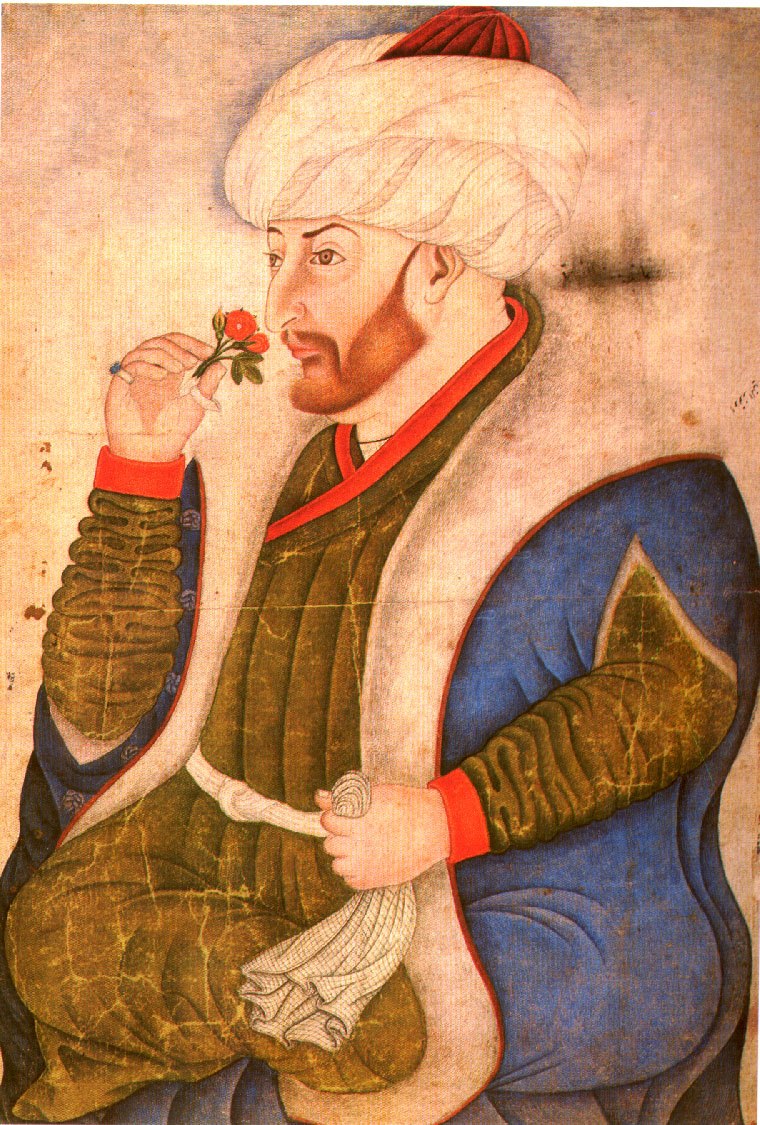

Mahomed al II-lea a revenit pe tronul otoman după moartea tatălui său în 1451. După cucerirea și anxarea emiratului Karmanid (mai – iuni 1451) și reînnoirea tratatelor de pace cu Veneția (septembrie 1451) șI Ungaria (noiembrie același an), Mahomed s-a dovedit un lider priceput pe câmpurile de luptă și la masa tratativelor. Nobilimea otomană, care l-a privit cu neîncredere la început, l-a acceptat cu entuziasm după aceste succese.
Mahomed al II-lea și făcut din cucerirea Constantinopolului prima prioritate, reușită care din punctul lui de vedere i-ar fi întărit puterea în fața vârfurilor armatei și admnistrației, care îi provocaseră nenumărate probleme în timpul primei sale domnii. Cucerirea Constantinopolului i-ar fi adus și alte beneficii. Atâta vreme cât Constantinopolul era stăpânit de creștini, inamicii sultanului ar fi putut folosi orașul ca o bază pentru atacarea imperiului și ar fi oferit liderilor occidentali un pretex pentru continuarea eforturilor militare antiotomane.  În plus, locația orașului îi asigura controlul asupra comerțului pe mare și pe uscat dintre estul Mediteranei și Asia Centrală. Cucerirea Constantinopolului le-ar fi adus otomanilor uriașe bogății. Nu în ultimul rând, Constantinopolul era potrivit pentru rolul de capitală imperială, iar cucerirea sa i-ar fi adus o glorie nepieritorare sultanului, l-ar fi transformat pe acesta într-un erou pentru musulmani, dar și pentru creștini, și l-ar fi transformat într-un conducător foarte puternic.
Mahomed a petrecut doi ani cu pregătirile pentru cucerirea capitalei bizantine. El a ordonat construirea unei flote, cu care să împiedice venirea ajutoarelor creștine pe mare. Cu ajutorul unui armurier maghiar, Orban, a construit un arsenal puternic de tunuri de mare calibru. Mai apoi, a construit o cetate puternică, Rumelihisarı, pe malul european al Bosforului, pentru ca să împiedice orice ajutor creștin care ar fi venit pe Marea Neagră. Pregătirile au fost desăvârșite prin concentrarea în Tracia a tuturor forțelor terestre disponibile. Ca să împiedice intevenția venețienilor în războiul cu bizantinii, Mahomed a semnat un tratat comercial cu Republica Veneția. Restul vest-europenilor erau în acele momente mult prea absorbiți de conflicte militare și politice pentru ca să fie interesați să intervină în favoarea bizantinilor. 

### Constantinopol, 1453
Vedeți și: Căderea Constantinopolului
| The Conquest of Constantinople on 29 May 1453 by Mehmed The Conqueror ( Fatih Sultan Mehmed Khan Ghazi )            | The Conquest of Constantinople on 29 May 1453 by Mehmed The Conqueror ( Fatih Sultan Mehmed Khan Ghazi ) | The Conquest of Constantinople on 29 May 1453 by Mehmed The Conqueror ( Fatih Sultan Mehmed Khan Ghazi ) | The Conquest of Constantinople on 29 May 1453 by Mehmed The Conqueror ( Fatih Sultan Mehmed Khan Ghazi ) |
| --- | --- | --- | --- |
| | | | |
| Fatih Sultan Mehmed’s Land Transport of The Ottoman Navy from Galata into Golden Horn by Fausto Zonaro (1854-1929). | Mehmet II conquering Constantinople.                                                                     | Entry of Mehmed II into Constantinople by Jean-Joseph Benjamin-Constant (1845-1902).                     | The Conquest of Constantinople by Fausto Zonaro (1854-1929).                                             |

În 1451, bizantinii, ale căror finanțe erau la pământ, au cerut lui Mahomed al II-lea să dubleze contribuția bănească pe care o plătea pentru ca un pretendent la tronul otoman să fie „găzduit” în Constantinopol, sultanul a găsit un pretext perfect pentru anularea tuturor tratatelor cu Imperiul Bizantin. Când a propus în 1452 sfătuitorilor săi să atace capitala bizantină, cei mai mulți membri ai Divanului s-au opus. Marele vizir Çandarlı Halil Pașa a fost în fruntea celor care s-au opus declanșării războiului, criticându-l pe sultan că este prea grăbit și se încrede prea mult în capacitățile sale. Cu toate acestea, Mahomed al II-lea a ordonat pe 15 aprilie 1452 începerea pregătirilor pentru asediul Constantinopolului.
În aprilie 1453, Mahomed al II-lea a început asediul orașului Constantinopol. În ciuda faptului că apărătorii orașului conduși de Giovanni Giustiniani și având drept comandant suprem pe împăratul  Constantin al XI-lea Paleologul  (1448–53) au opus rezistență eroică, eforturile lor au fost în zadar. După aproximativ două luni, zidurile care rezistaseră atâtor asedii până atunci, au cedat în cele din urmă în fața bombardamentului artileriei grele ale lui Mahomed al II-lea. În seara zilei de 29 mai 1453, sultanul a ordonat un asalt general asupra zidurilor șubrezite de capitalei bizantine. Atacul efectuat simultan de trupele de uscat și de marinarii otomani au dus la înfrângerea și punerea pe fugă a apărătorilor creștini. După cum menționează unele surse creștine, basileul Constantin Paleologul a murit eroic în lupta cu invadatorii otomani. Surse otomane însă, așa cum este Tursun Beg, afirmă că basileul și-ar fi dezbrăcat hainele imperiale și a încercat să fugă, dar a fost ucis de un soldat otoman. Armata otomană a invadat orașul și a devastat orașul. Constantinopol, considerat timp de un mileniu de către mulți europeni drept capitala divină a Imperiului Roman creștin, a fost cucerit de Mahomed în ceea ce musulmanii au considerat capitala divină a Imperiului Otoman musulman. Moștenirea imperială a orașului nu a fost pierdută astfel.
După cucerirea Constantinopolului, Mahomed al II-lea a cucerit Constantinopolul,  a construit în 1462 Palatul Topkapî și a mutat capitala imperiului de la Adrianopole. Mahomed s-a proclamat „Kaiser-i-Rum” (Cezar Roman) și a încercat să modifice structura statului otoman după cea a defunctului Imperiu Bizantin și a încercat să pună egalitatea între statutul de împărat roman și cea de sultan otoman. Mai târziu, când otomanii au invadat Otranto, scopul sultanului Mahomed a fost reunificarea Imperiul Roman pentru prima oară după 751. Hagia Sophia, catedrala construită de Iustinian cel Mare, a fost convertită în moschee imperială, ca și multe alte biserici și mănăstiri. Drepturile ne-musulmanilor au fost garantate de sultan, iar continuitatea și stabilitatea comerțului a fost asigurată.
Constantinopolul era în momentul cuceririi otomane un oraș care nu își revenise complet după jeful suferit în timpul celei de-a patra Cruciade și după aproape două secole de sărăcie. Populația capitalei bizantine se redusese, iar multe dintre clădirile sale fuseseră abandonate sau erau într-o stare de degradare avansată. Sultanul a început de îndată să repopuleze orașul. Celor care erau dispuși să se mute în oraș, le-au fost oferite în folosință proprietăți ale statului sau particulare. Sultanul a urmărit să aducă în oraș artizani, meșteșugari și negustori de diferite etnii și religii. Constantinopolul otoman s-a dezvoltat rapid ca un oraș multientinc, multicultural și cu o viață economică, politică și culturală vibrantă. Granițele aflate la o mare distanță de oraș i-au garantat siguranța și prosperitatea.

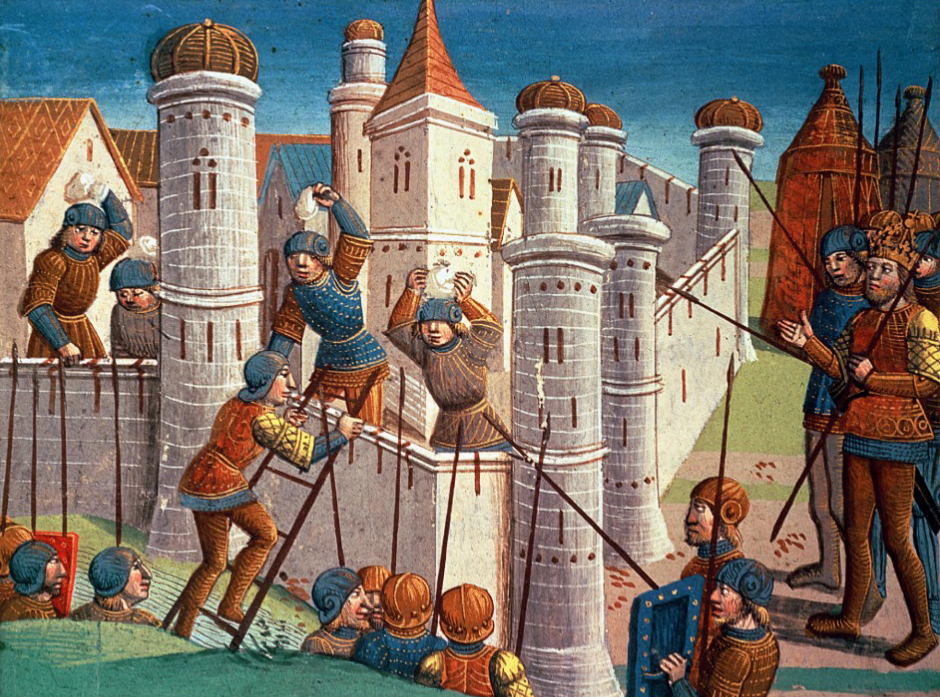

### Belgrad, 1456
Vedeți și:  Asediul Belgradului

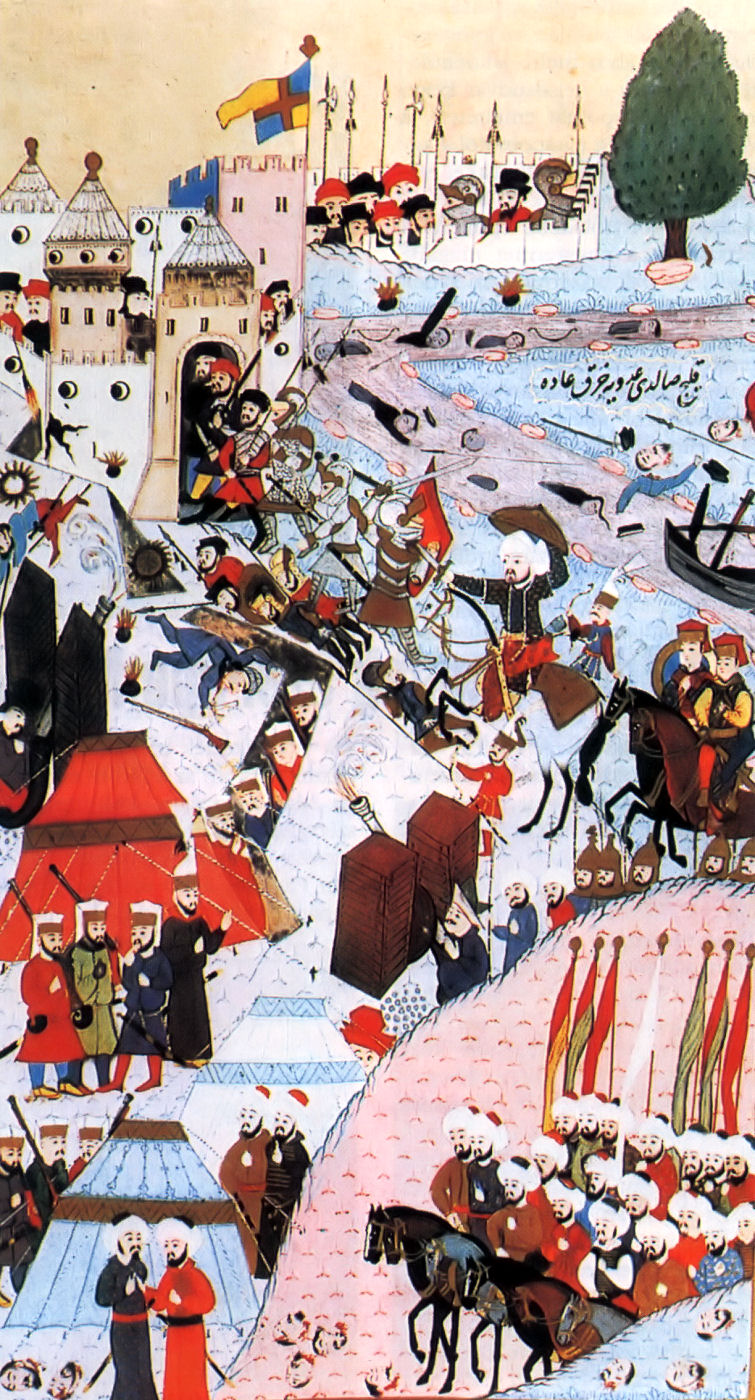
Asediul Belgradului, 1456. Miniatură de Mohammed bey

Mahomed, care-și adăugase supranumele „Cuceritorul”, era hotărât să-și centralizeze imperiul. Pentru aceasta a decis să elimine ultimul vestigiu bizantin din Balcani – Despotatul Moreii - și să elimine ultimii vasali creștini care mai manifestau pretenții de independență. Începând cu 1454, el a declanșat o serie de campanii militare, care, la final, în 1463, a asigurat o linie defensivă putenică de-a lungul Dunării și Adriaticii împotriva atacurilor maghiare și venețiene.
Serbia a fost prima victimă a acțiunilor lui Mahomed. După o campanie de doi ani, sultanul a cucerit sudul țării cu importantele mine de argint de la Novo Brdo. În 1456, otomanii au atacat Belgradul și asediat garnizoana maghiară din oraș. Iancu de Hunedoara a reușit să salveze orașul în ultimul moment. Mahomed s-a retras. După ce despotul Serbiei, Brancovici, a murit, au izbucnit lupte pentru succesiunea la tron. Mahomed a pretins dreptul la tronul Serbiei, bazându-se pe faptul că dintre mama sa vitregă era sârboaiecă. Atacurile albanezilor lui Skanderbeg și promele din Moreea l-au împiedicat însă pentru o vreme să ocupe Serbia.
Mahomed a fost obligat să organizeze o serie de expediții care să-l împingă pe Skanderbeg înapoi în zonele înalte de munte. În timp ce sultanul era ocupat cu luptele cu albanezii, despoții Moreii, frații Demetrios Paleologul și Thomas Paleologul au declanșat un război civil. Demetrios era dispus să ceară ajutorul turcilor, în vreme ce fratele său, Thomas, a căutat să obțină sprijinul unor puternici ai Europei occidentale, care să-i asigure victoria împtriva fratelui său și a turcilor. Războiul civil a adus Moreea în pragul anarhiei.
Mahomed a început eliminarea stăpânirii creștine din Grecia în 1458, ocupând regiunile nordice. La începutul anului 1459, el a cucerit Atena, iar, la sfârșitul aceluiaș an, Thomas a fost obligat să se refugieze la Patras. Demetrios a predat capitala Mystras turicilor și, odată cu ocuparea întregii Morei în 1460, ultimele vestigii ale Imperiului Bizantin au încetat să existe. Grecia, cu excepția porturilor controlate de venețieni (Methoni, Koroni șI Pylos), era în acel moment sub controlul otoman.
Cu un an mai înainte de cucerirea Moreii, Mahomed și-a îndreptat atenția spre nord, pretinzând dreptul la succesiune la tronul Serbiei. Ultimele regiuni ale Serbiei vasale au fost ocupate de forțele lui Mahomed. În acea perioadă, fiul lui Iancu de Hunedoara, Matei Corvinul, era mai interesat de ceea ce se întâmpla în Europa Centrală decât de Balcani și nu a acordat o atenție deosebită ocupării teritoriilor de la sudul granițelor regatului său. Sârbii au dat o ultimă bătălie la Semendria în 1459, după care statul sârb a dispărut complet. Orașul Belgrad, aflat încă sub stăpânirea Huniazilor, era ultima piedică care îl ținea pe Mahomed departe de controlul total al cursului inferior al Dunării.
În ciuda cuceririi Serbiei și Greciei, Albania lui  Skanderbeg a continuat să fie o problemă nerezolvată pentru otomani. Mahomed a semnat un armistițiu cu albanezii, pentru a face față unei noi amenințări – atacurile valahilor conduși de Vlad Țepeș, care își renegase statutul de vasal al turcilor.
În anul următor, Mahomed a lansat mai multe campanii militare în Anatolia împotriva beilicului Candaroğulları și în Armenia. El a reușit de asemenea să cucerească în 1461 Imperiul din Trapezunt. 
În 1462,  Mahomed a invadat Valahia și l-a alungat de pe tron pe Vald Țepeș. Sultanul nu a anexat Țara Românească, mulțumindu-se să numească un nou voievod vasal la Târgoviște.
Alarmată din cauza consolidării stăpânirii otomane în Balcani și a extinderii controlului asupra coastei Adriatice, Veneția l-a încurajat pe Skanderbeg în 142 să rupă armistițiul cu Mahomed. Regele Bosniei Ștefan Tomeșevici (1461 – 1465), încurajat de reluarea luptei de către albanezi, a renunțat la suzeranitatea otomană și a acceptat protecția maghiarilor. Voievodul Herțegovinei, Ștefan Vucovici  (1455 – 1466), ale cărui teritoriu se separase de Bosnia în deceniul al cincilea al secolului al XV-lea, s-a alăturat luptei antiotomane. Formarea acestui front balcanic a provocat răpsunsul rapid al lui Mahomed. El a invadat Albania în 1465 și l-a forțat pe Skanderbeg să semneze un nou armistițiu. Mai apoi și-a îndreptat atenția spre nord și a lovit simultan Bosnia și Herțegovina. Bosnia a fost ocupată rapid, dar Herțegovina, care s-a bucurat de sprijinul ungurilor, a mai rezistat până în 1481, când a fost la rândul ei ocupată de turci.
Unul dintre teritoriile balcanice îndeaproape legate de Serbia era Muntenegru, o regiune muntoasă la sud de Serbia, cu o mică ieșire la Adriatica. La începutul deceniului al șaselea, Muntenegrul a devenit, sub conducerea lui Ștefan I Crnojevici și cu sprijinul venețienilor, independent față de Serbia. Independența a fost apărată mai apoi în fața intervenției otomanilor, deși o serie de lideri locali au acceptat să fie vasalii sultanului. Ivan Crnojevici, fiul lui Ștefan, a acceptat, după moartea tatălui său în 1465, să devină la rândul lui vasalul turcilor. În ciuda tratatului de vasalitate, Ivan nu a reușit să păstreze controlul asupra întregului teritoriu moștenit de la părintele său și a fost obligat să accepte importante cedări teritoriale. Când Ivan a refuzat să mai plătească tributul, Mahomed a organizat în 1477 – 1479 o acțiune militară amplă împotriva Albaniei, Muntenegrului și posesiunilor veneține. Mahomed a ocupat în scurtă vreme aproape tot Muntenegrul.
Cuceririle lui Mahomed în Balcanii apuseni i-a obligat pe venețieni, care-și vedeau ameninate posesiunile de pe țărmul răsăritean al Adriaticii. Venețienii s-au aliat cu albanezii și ungurii în 1465. În timpul războiului, care a durat până în 1479, venețienii au cucerit controlul asupra unor insule din Marea Egee, dar au fost supuși unor raiduri devastatoare a otomanilor împotriva posesiunilor din nord-estul Italiei. Skanderbeg a continuat lupta până la moarte, în 1468. După moartea lui, Albania a fost cucerită complet de Mahomed. Ungaria a continuat să lupte împotriva otomanilor. Ei au apărat pentru a doua oară Belgradul în 1464. Matei Corvinul l-a implicat în luptele antiotomane pe voievodul Moldovei, Ștefan cel Mare (1457 – 1504).
Moldova menținuse până în acel moment o politică de vasalitate față de Regatul Poloniei, pentru a se apăra de amenințarea Ungariei. Poziția geografică a Modovei, la nord-est de Valahia și de Dunăre, a ținut departe pericolul otoman până în 1420, când Mahomed I a efectuat primul raid militar în regiune, după înăbușirea rebeliunii lui Sheikh Bedreddin. Principatul Moldovei a fost slăbit în următorii treizeci de ani de la acest atac de războiul civil pentru controlul tronului. Sultanul Murad al II-lea a profitat din plin de slăbirea Modovei, obligându-l pe voievodul Petru Aron să accepte suzeranitatea otomană și să plătească tribut. Datorită distanței față de granița otomană, actul de vasalitate a avut mai degrabă un caracter mai degrabă simbolic.
La începutul domniei, Ștefan cel Mare s-a folosit de vasalitatea față de otomani pe care o moștenise ca pe un instrument împotriva Ungariei, inamicul tradițional al Moldovei. Ștefan s-a dovedit un lider militar și organizator excepțional. După eșecul tentativei de cucerire a portului dunărean valah Chilia șI fondarea așezării-surori Chilia Nouă în 1465, el a înfrânt doi ani mai târziu la Baia invazia maghiară.  Aceste succese coraborate cu cucerirea unei autorități de necontestat în țară, l-au determinat pe Ștefan să înceteze să mai plătească tributul otomanilor. Ștefan a invadat Valahia în 1473, alungând de pe tron pe Radu cel Frumos, vasalul turcilor, punând în locul lui pe Laiotă Basarab. Sultanul a cerut lui Ștefan să reia plata tributului și să predea orașul Chilia. În fața refuzului domnitorului moldovean, Mahomed a organizat o invazie de pedepsire, care avea însă să se încheie cu înfrângerea de la Vaslui a oastei otomane conduse de Hadâm Suleiman Pașa.

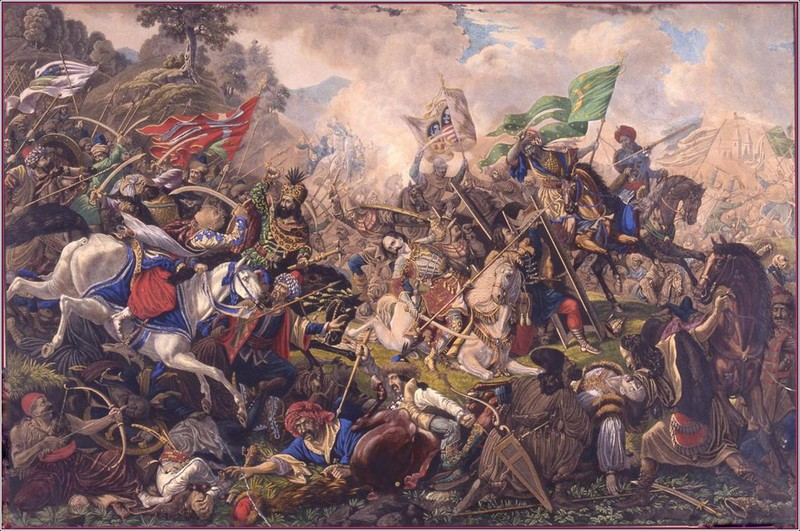
Bătălia de la Câmpul Pâinii

Ștefan a căutat să câștige noi aliați, convis că sultanul va dori să răzbune înfrângerea pașei. Din acest motiv, voievodul a aceeptat să devină vasalul lui Matei Corvinul. Mahomed al II-lea a condus personal invazia din Moldova în 1476. După o victorie în care amble tabere au avut pierderi mari, sultanul  a cucerit pe rând cetățile Moldovei, inclusiv Suceava. Datorită pierderii celei mai mari părți a cavaleriei ușoare, care îi asigurau prin pradă proviziile, și a izbucnirii holerei în rândul trupelor, Mahomed a fost obligat să se retragă. Retragerea otomanilor i-a permis lui Ștefan să contraatace. Următorii nouă ani au reprezentat o perioadă de luptă continuă pentru menținerea indepndenței față de otomani. Eforturile lui Ștefan cel Mare au fost unul dintre cele mai importante motive pentru care cele două principate românești nu au împărtășit soarta statelor vasale ale turcilor de la sud de Dunăre

### Breadfield, 1479
Vedeți și:  Bătălia de la Câmpul Pâinii 
În 1479, după o serie de atacuri împotriva Transilvaniei și Voivodinei în perioada 1474 – 1475, otomanii au atacat la nord de Carpați, prin Câlnic. Voievodul Ștefan Báthory a organizat apărarea și i-a înfrânt pe otomani lângă Șibot. Această înfrângere a avut ca efect amânarea oricărei tentative de cucerire a Regatului Ungariei pentru mai multe decenii.

### Bătălia de la Otranto
În 1480, Mahomed a trimis o armată în sudul peninsulei Italice. Ar fi urmat marșul împotriva Romei și cucerirea centrului creștinismului occidental. Forțele otomane au cucerit Otranto și s-au pegătit pentru marșul spre Roma. Papa Papa Sixt al IV-lea s-a temut ca Rooma să nu aibe soarta Constantinopolului, de la cucerirea căruia trecuseră doar 28 de ani. El a reluat apelurile pentru convocarea unei noi cruciade. Moartea sultanului în 1481 i-a oprit însă pe turci să continue.
În momentul morții sultanului Mahomed al II-lea, cucerirea Balcanilor fusese încheiată în linii mari.